# 巴布·貝克倫
巴布·貝克倫（英語：Bob Backlund，1949年8月14日—），本名羅伯特·李·貝克倫（英語：Robert Lee Backlund），是美國的職業摔角選手，並於職業摔角界待了超過三十年的時間。巴布·貝克倫是WWE世界重量級冠軍史上持有第二長時間的保持人。巴布·貝克倫於2013年入選世界摔角娛樂名人堂。

## 冠軍及成就

### 職業摔角畫報
- PWI年度最佳賽事（1978年；於2月20日對上比利·葛蘭姆）[5]
- PWI年度最佳賽事（1982年；於6月28日對上吉米·史奴卡）[6]
- PWI年度最厭惡摔角手（1994年）[7]
- PWI年度最激勵人心摔角手（1977年）[8]
- PWI年度最激勵人心摔角手（1981年）[9]
- PWI年度最佳新人（1976年）[10]
- PWI年度最佳摔角手（1980年）[11]
- PWI年度最佳摔角手（1982年）[12]
- PWI Years（個人）-第7名（2003年）

### 世界摔角聯盟
- WWF雙打冠軍（一次；與裴卓·莫蕊爾）[13]
- WWF冠軍（兩次）[14]
- 世界摔角娛樂名人堂（2013年）

### 摔角觀察通訊獎（英语：Wrestling Observer Newsletter awards）
- 最佳技術選手（1980年）
- 年度最佳賽事（1991年；於5月19日在紐約對上肯·帕德拉（英语：Ken Patera））
- 年度最厭惡推廣策略（1982年）
- 最被高估選手（1983年）
- 摔角觀察通訊名人堂（2004年）